# دانييل جاكسون إيفانز
دانييل جاكسون إيفانز (بالإنجليزية: Daniel J. Evans) هو سياسي أمريكي ينتمي إلى الحزب الجمهوري. ولد في 16 تشرين الأول (أكتوبر) من سنة 1925 في مدينة سياتل في ولاية واشنطن. حصل إيفانز على شهادة الماجستير من جامعة واشنطن. تولى حكم ولاية واشنطن ما بين الأعوام 1965 إلى عام عام 1977، كما كان عضوًا في مجلس الشيوخ الأمريكي ما بين الأعوام 1983 إلى 1989.